# Lindmania cylindrostachya
Lindmania cylindrostachya är en gräsväxtart som beskrevs av Lyman Bradford Smith. Lindmania cylindrostachya ingår i släktet Lindmania och familjen Bromeliaceae. Inga underarter finns listade i Catalogue of Life.